# Simon Henriksson Depken
Simon Henriksson Depken var en svensk borgmästare och riksdagsman under 1600-talet. Han var son till borgaren i Västerås Henrik Simonsson Döpken. Han hade enligt egen uppgift studerat vid Uppsala universitet och utomlands på 1630-talet. 
I början av 1640-talet var han kämnär i Stockholm, en post han innehade till 1646. På Axel Oxenstiernas rekommendation utsågs han 1646 till borgmästare i Gävle stad, och fungerade som riksdagsman för staden vid riksdagen 1649. Han gjorde sig dock genom ett högmodigt och despotiskt sätt snabbt impopulär i staden till den grad att borgarna i Gävle reste till Stockholm för att begära Depken avsatt från posten. Så skedde också 1650, trots att Depken inte begått något formellt tjänstefel, och han erhöll samtidigt löfte om att erhålla en ny post till ersättning för den gamla. 
En utnämning till någon ny post dröjde dock, och året därpå skrev Depken två brev till biskopen i Strängnäs för att begära vitsord om utnämning till rådman i Stockholm. I breven formulerade han dock förolämpande mot överheten, och biskopen överlämnade breven till rådet, och i mars 1652 dömdes Simon Depken till döden för majestätsbrott. Drottning Kristina benådade honom dock, och han utsågs 1654 till häradshövding i Gullbergs, Bobergs och Vifolka härad i Östergötland, en post han innehade åtminstone ännu 1670.